# Thiouville

Thiouville este o comună în departamentul Seine-Maritime, Franța. În 1 ianuarie 2022 avea o populație de 279 de locuitori.